# St. Michael (Larrieden)

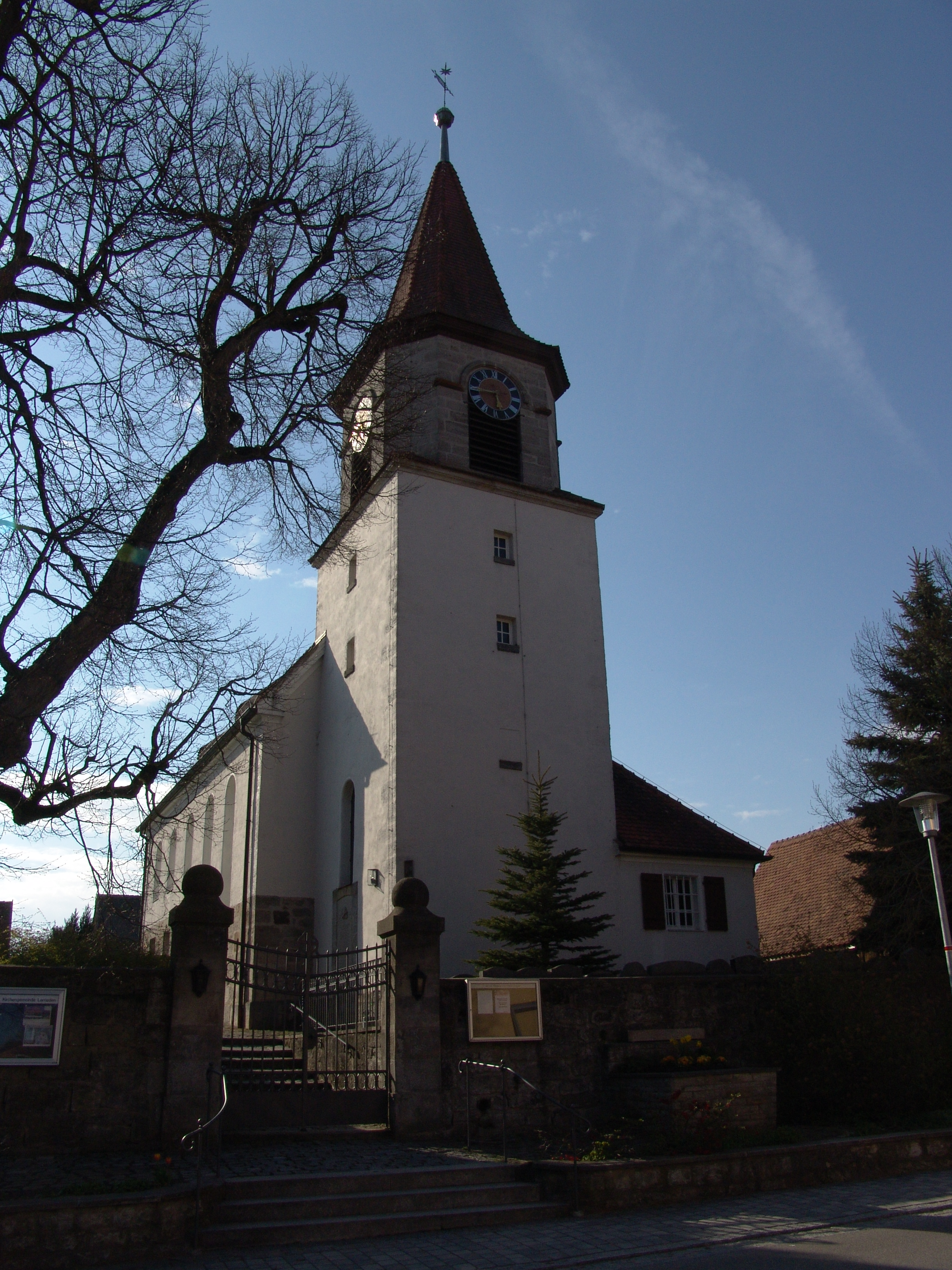
St. Michael (Larrieden)

Die evangelische, denkmalgeschützte Pfarrkirche St. Michael steht in Larrieden, einem Gemeindeteil der Stadt Feuchtwangen im Landkreis Ansbach (Mittelfranken, Bayern). Das Bauwerk ist unter der Denkmalnummer D-5-71-145-140 als Baudenkmal in der Bayerischen Denkmalliste eingetragen. Die Kirchengemeinde gehört zur Pfarrei Mosbach im Dekanat Feuchtwangen im Kirchenkreis Ansbach-Würzburg der Evangelisch-Lutherischen Kirche in Bayern.

## Beschreibung
Der Chorturm wurde 1760/70 erbaut. Als das Langhaus mit fünf Jochen an ihn 1910 angebaut wurde, erhielt er ein zusätzliches Geschoss mit abgeschrägten Ecken, das die Turmuhr und den Glockenstuhl beherbergt, und einen spitzen Helm. Der Innenraum hat Emporen an den Längsseiten.